# Catharsius bicornutus
Catharsius bicornutus är en skalbaggsart som beskrevs av Hermann Julius Kolbe 1893. Catharsius bicornutus ingår i släktet Catharsius och familjen bladhorningar. Inga underarter finns listade.